# Christoph Morgenthaler
Christoph Morgenthaler (* 23. Dezember 1946) ist ein Schweizer evangelischer Theologe.

## Leben
Nach dem Theologiestudium (1966–1971) in Bern, Montpellier und Oxford und dem Zweitstudium (1971–1979) in Bern, Hauptfach Psychologie, Nebenfächer Psychopathologie und Ethik war er von 1978 bis 1985 Pfarrer der Ev.-ref. Kirchgemeinde Burgdorf. Nach der Promotion 1975 in Theologie, Hauptfach Praktische Theologie und der Promotion 1979 in Psychologie an der phil.-hist. Fakultät der Universität Bern bei Michael von Cranach war er von 1985 hauptamtlicher ausserordentlicher, seit 1990 ordentlicher Professor für Seelsorge und Pastoralpsychologie an der Theologischen Fakultät der Universität Bern bis zur Emeritierung 2012.
Seine Forschungsschwerpunkte sind Männer in der Seelsorge, systemische Seelsorge, religiös-existentielle Beratung, Pastoralpsychologie und Religionspsychologie und empirische Forschung in der Praktischen Theologie.

## Schriften (Auswahl)
- Sozialisation und Religion. Sozialwissenschaftliche Materialien zur religionspädagogischen Theoriebildung. Gütersloh 1976, ISBN 3-579-04255-6.
- Abendrituale. Tradition und Innovation in jungen Familien. Stuttgart 2011, ISBN 978-3-17-021836-9.
- mit David Kuratle: Männerseelsorge. Impulse für eine gendersensible Beratungspraxis. Stuttgart 2015, ISBN 3-17-028953-5.
- Systemische Seelsorge. Impulse der Familien- und Systemtherapie für die kirchliche Praxis. Stuttgart 2019, ISBN 3-17-036168-6.